# ГЕС Анабанілла (Robustiano León)
ГЕС Анабанілла (Robustiano León) — гідроелектростанція в центральній частині Куби, станом на другу половину 2010-х найпотужніший гідроенергетичний об'єкт у країні.
У межах проекту звели дві греблі:

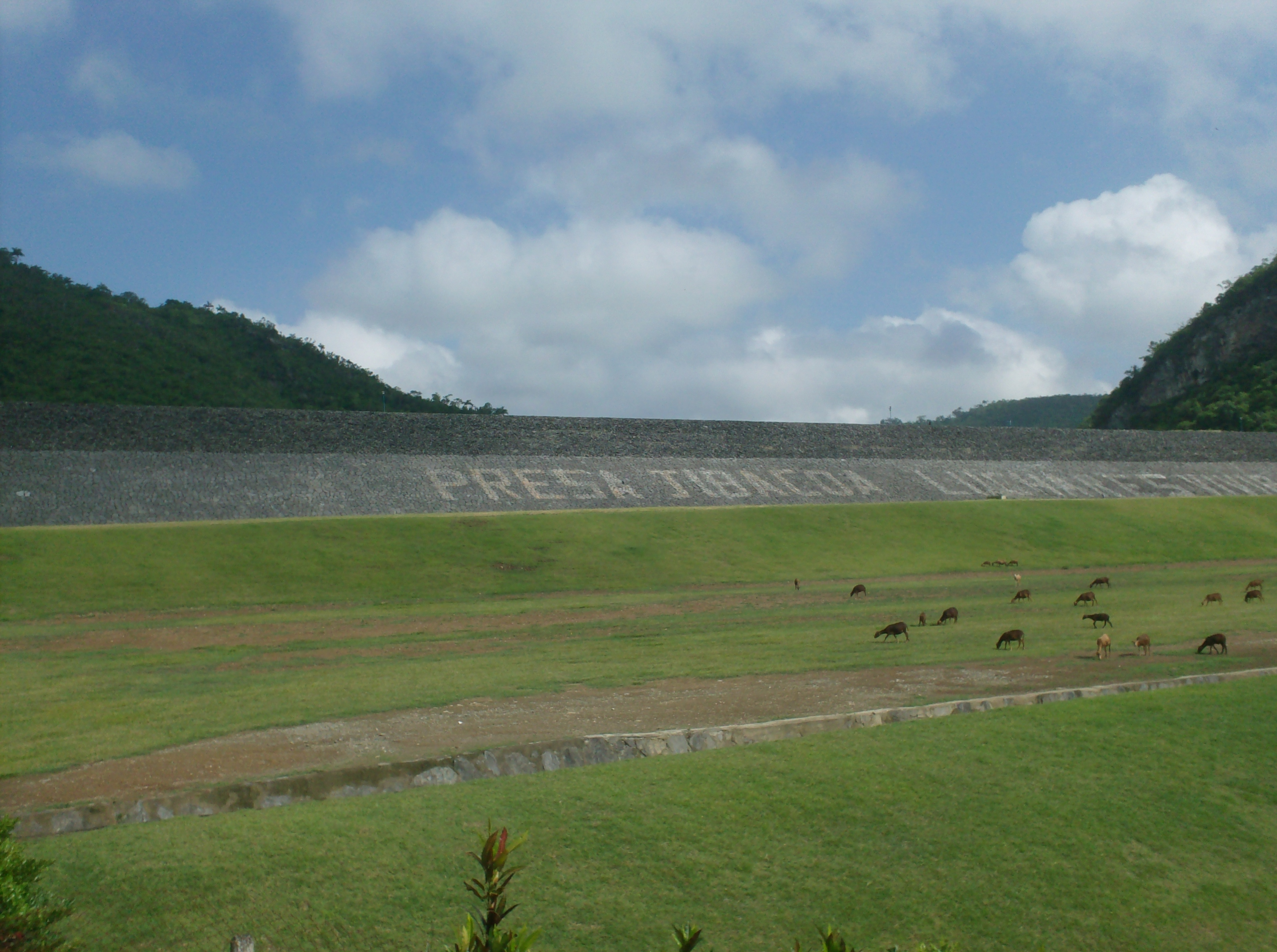
Гребля Jibacoa

- на річці Анабанілла, котра тече на захід та впадає ліворуч до Арімао, яка має устя на узбережжі Карибського моря неподалік від міста Сьєнфуегос;
- у місці злиття річок Negro і Guanayara — витоків Jibacoa, котра прямує на південний схід та є правою притокою Абагами, яка закінчується так само на південному, карибському узбережжі острова за два десятки кілометрів на схід від міста Тринідад.
Забезпечений цими насипними спорудами підпір призвів до затоплення водорозділу між долинами Анабанілли та Jibacoa, внаслідок чого утворилось значне водосховище з площею поверхні 18,8 км2, глибиною до 43 метрів та ємністю 292 млн м3 («мертвий» об'єм 14 млн м3). У випадку сильної повені водойма може вміщувати до 340 млн м3.
Спорудження цієї першої кубинської електростанції почали у першій половині 1950-х років. Весною 1958-го внаслідок страйку роботи призупинились, та були відновлені тільки після перемоги у 1959 році Кубинської революції. В січні 1963-го стали до ладу дві перші турбіни типу Френсіс потужністю по 14 МВт, а у 1964—1968 роках чеські спеціалісти додаткового змонтували третій гідроагрегат потужністю 15 МВт. У залежності від заповнення опадами сховища станція виробляє від 40 до 60 млн кВт-год електроенергії на рік.
Основне обладнання ГЕС розміщено у підземному машинному залі біля греблі Анабанілла. Відпрацьована вода транспортується по відвідному тунелю довжиною 7 км до місця випуску у річку Анабанілла.
Видача продукції відбувається по ЛЕП, розрахованій на роботу під напругою 115 кВ.
Окрім виробництва електроенергії, водосховище Анабанілла-Jibacoa відіграє важливу роль у водопостачанні провінцій Сьєнфуегос та Вілья-Клара.